# Adam van Vianen

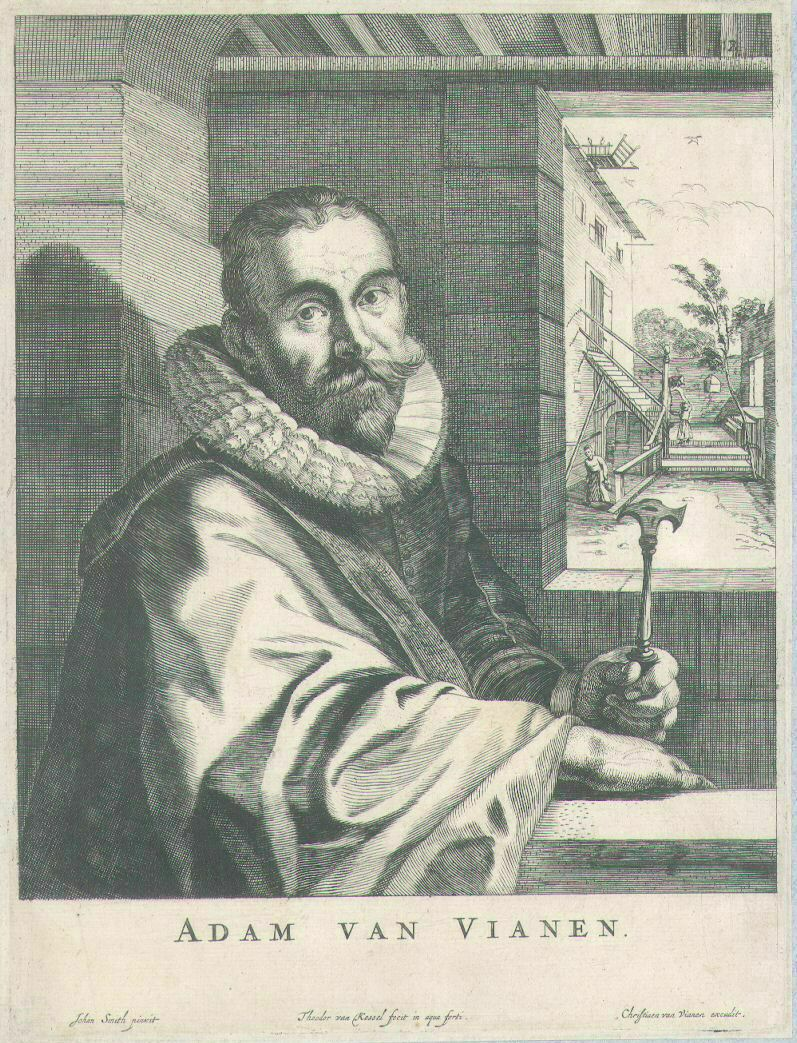
Portret van Adam van Vianen

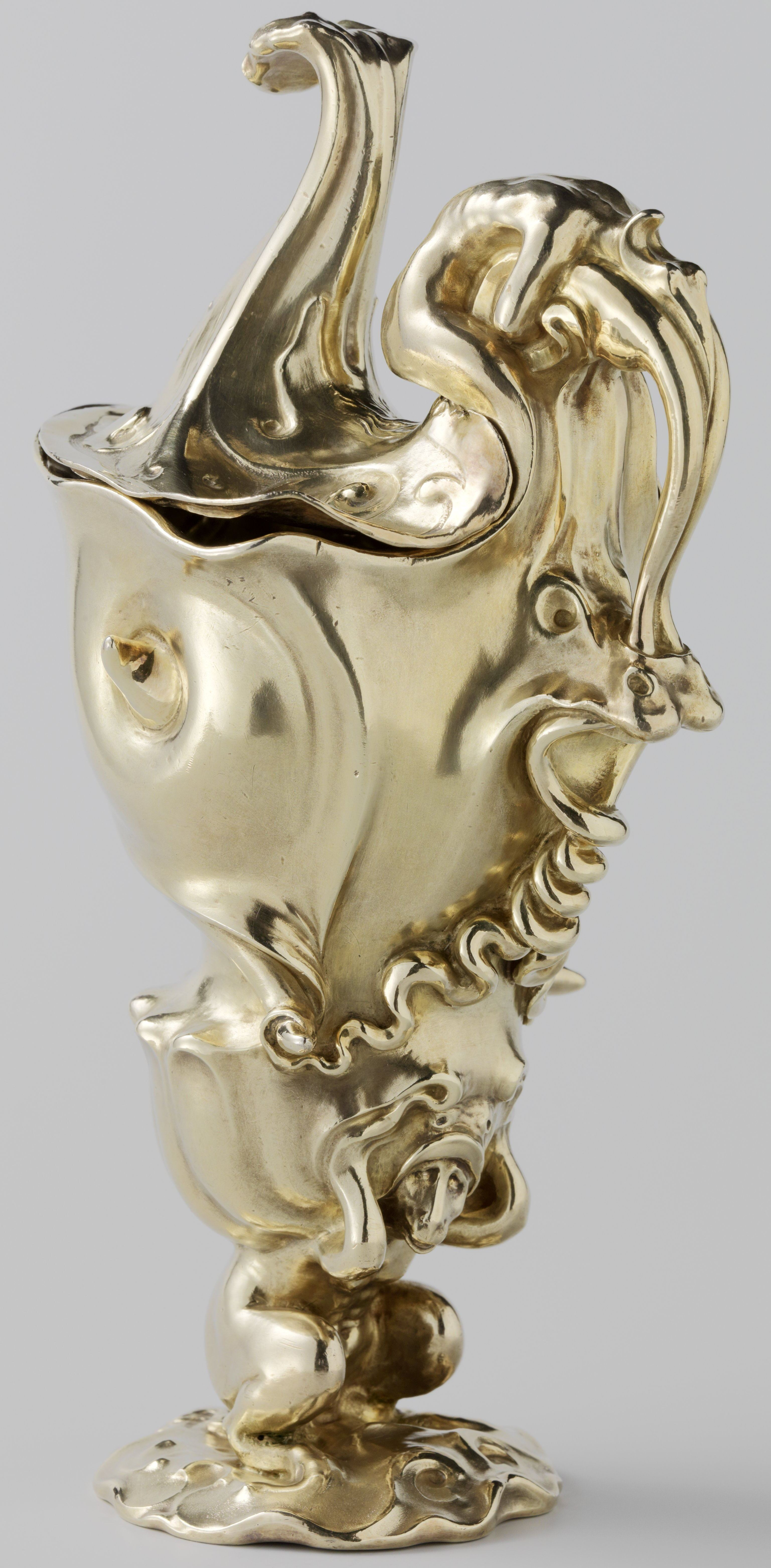
Kan met deksel vervaardigd voor het Amsterdamse zilversmidsgilde uit 1614, uit de collectie van het Rijksmuseum Amsterdam.

Adam van Vianen (Utrecht, 1568 – aldaar, 1627) was een Nederlandse zilversmid. Hij kwam uit een familie van zilversmeden, zoals zijn broer Paulus van Vianen. Kort na 1590 trad hij toe tot het gilde. Behalve zilversmid was hij ook brouwer.

## Werk
Van Vianen ontwikkelde samen met zijn broer Paulus de zogenaamde Kwabstijl, die ook in andere landen in West-Europa veel navolging kreeg. In tegenstelling tot zijn broer, die aan het hof van Keizer Rudolf II in Praag werkzaam was, bleef Adam zijn hele leven wonen en werken in zijn geboortestad Utrecht. In het Centraal Museum daar is werk van Van Vianen te zien.

### Kan met deksel vervaardigd voor het Amsterdamse zilversmidsgilde
Toen Paulus onverwacht overleed kreeg Adam van het Amsterdamse gilde de opdracht om een herdenkingsstuk voor zijn broer te maken. Dat was apart: de gildes uit de verschillende steden concurreerden met elkaar. De reputatie van zijn broer was echter dusdanig groot dat het Amsterdamse gilde dit ongebruikelijke verzoek deed.
Het werk wat Adam vervaardigde, een kan met deksel, is een hoogtepunt binnen de kwabstijl en wordt gezien als een van de belangrijkste Nederlandse kunstwerken van de Gouden Eeuw. Adam maakte het werk uit één stuk zilver. Hoe hij dat precies gedaan heeft is tot op heden nog steeds niet duidelijk. De bekendheid van het werk was dusdanig groot dat het op tientallen schilderijen werd afgebeeld, onder andere door Govert Flinck en Pieter Lastman.
Tijdens de Franse overheersing werden de gildes opgeheven en zo werd de kan in 1821 verkocht aan een Schotse verzamelaar. In 1976 werd het met hulp van Vereniging Rembrandt voor 700.000 gulden aangekocht voor het Rijksmuseum in Amsterdam, waar het nog steeds te zien is.

## Persoonlijk leven
Van Vianen trouwde in 1593 met Aaltje, dochter van Aert Mathijsz Verhorst (†1595), met wie hij zoon Johan van Vianen kreeg. In 1598 hertrouwde Adam van Vianen met Catharina van Wapenvelt. Uit zijn tweede huwelijk zijn vier kinderen bekend.
Zijn zoon Christiaan van Vianen werd ook zilversmid.
- Biografisch Portaal: 05381201
- Digitale Bibliotheek voor de Nederlandse Letteren: vian006
- Gemeinsame Normdatei: 104302445
- International Standard Name Identifier: 0000 0000 8190 5282
- KulturNav: c3c6e9aa-9275-471c-8b04-85d696a28d6e
- Library of Congress Control Number: no2009025981
- RKD-Nederlands Instituut voor Kunstgeschiedenis: 80850
- Système universitaire de documentation: 171015002
- Union List of Artist Names: 500002880
- Virtual International Authority File: 290265487
- WorldCat: E39PCjDqGqgV73vjDRp9QTbmkC